# West Mountrail (Dakota del Norte)
West Mountrail es un territorio no organizado ubicado en el condado de Mountrail en el estado estadounidense de Dakota del Norte. En el Censo de 2010 tenía una población de 148 habitantes y una densidad poblacional de 0,5 personas por km².

## Geografía
West Mountrail se encuentra ubicado en las coordenadas 48°6′33″N 102°40′27″O / 48.10917, -102.67417. Según la Oficina del Censo de los Estados Unidos, West Mountrail tiene una superficie total de 297.3 km², de la cual 242.37 km² corresponden a tierra firme y (18.48%) 54.93 km² es agua.

## Demografía
Según el censo de 2010, había 148 personas residiendo en West Mountrail. La densidad de población era de 0,5 hab./km². De los 148 habitantes, West Mountrail estaba compuesto por el 69.59% blancos, el 0% eran afroamericanos, el 29.05% eran amerindios, el 0% eran asiáticos, el 0% eran isleños del Pacífico, el 0% eran de otras razas y el 1.35% pertenecían a dos o más razas. Del total de la población el 3.38% eran hispanos o latinos de cualquier raza.